# Lagodias griseus
Lagodias griseus är en tvåvingeart som beskrevs av H. Oldroyd 1970. Lagodias griseus ingår i släktet Lagodias och familjen rovflugor.
Artens utbredningsområde är Kongo. Inga underarter finns listade i Catalogue of Life.